# Wierna Rzeka (wieś)
Wierna Rzeka – wieś w Polsce położona w województwie świętokrzyskim, w powiecie kieleckim, w gminie Piekoszów.
W latach 1975–1998 miejscowość należała administracyjnie do województwa kieleckiego.
Do 1975 roku miejscowość stanowiła część Rudy Zajączkowskiej (jako Kolonia-Ruda). Po reformie administracyjnej w 1975 roku ta część wsi znalazła się w gminie Piekoszów. Na początku XXI wieku piekoszowskiej części Rudy nadano nazwę Wierna Rzeka.

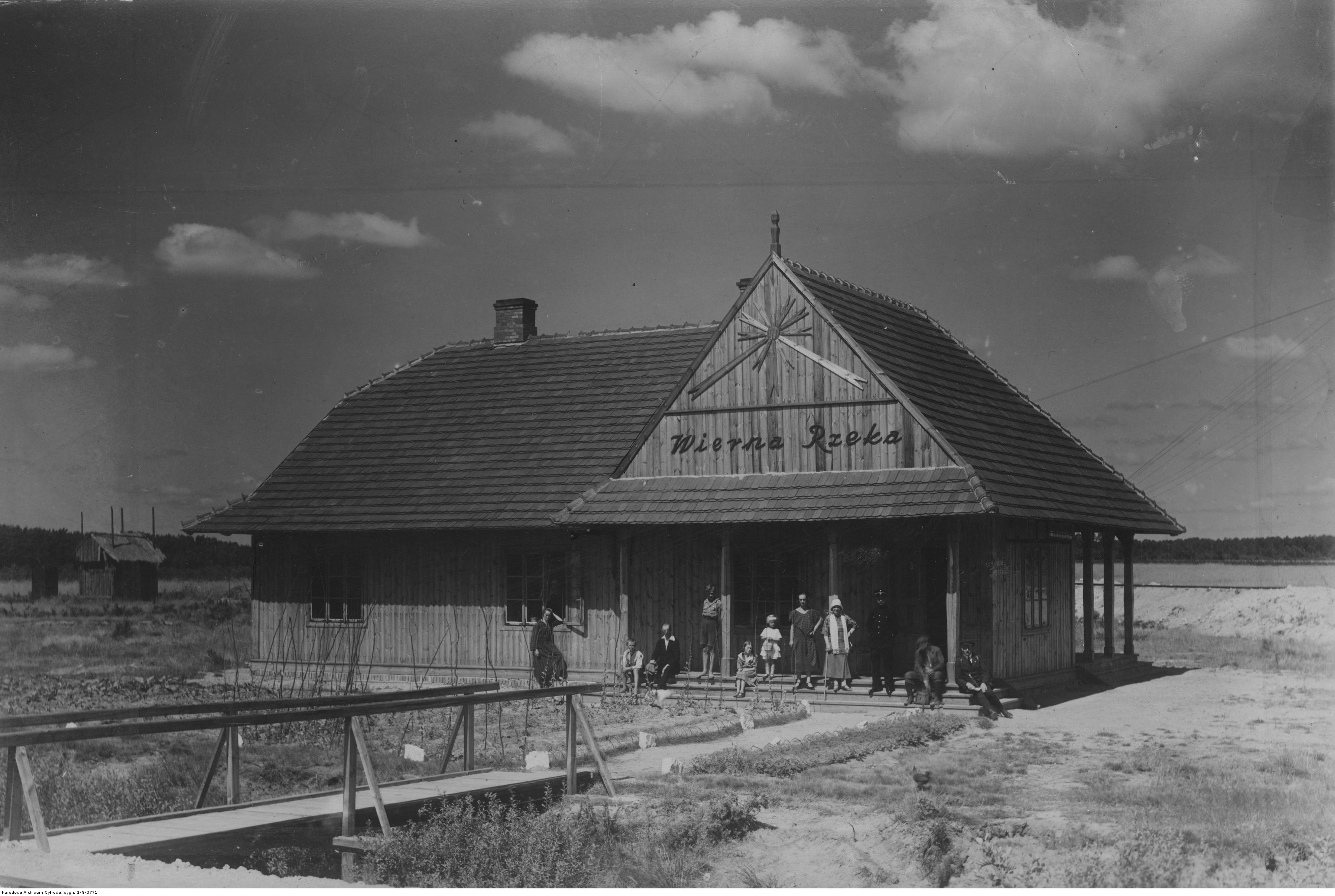
Stacja kolejowa w Wiernej Rzece. Widok zewnętrzny budynku stacji

Nazwa wsi wzięła się od przepływającej w pobliżu Wiernej Rzeki (Łososina, Łośna), opisanej przez Stefana Żeromskiego w powieści pod tym tytułem. Folwark i dwór w Rudzie Zajączkowskiej był pierwowzorem powieściowego dworu Niezdoły, a jego właściciele, Sascy (krewni pisarza) zostali przedstawieni pod nazwiskiem Rudeccy, co nawiązywało do rzeczywistej nazwy majątku. Folwark i dwór znajdowały w nadrzecznej części Rudy znanej jako Kolonia, którą przekształcono współcześnie w wieś Wierna Rzeka.  
W 1933 w dekanacie małogoskim powstała parafia Wierna, obecnie funkcjonująca w dekanacie piekowszewskim. Po zmianie nazwy miejscowości parafię również potocznie nazywa się Wierna Rzeka. 

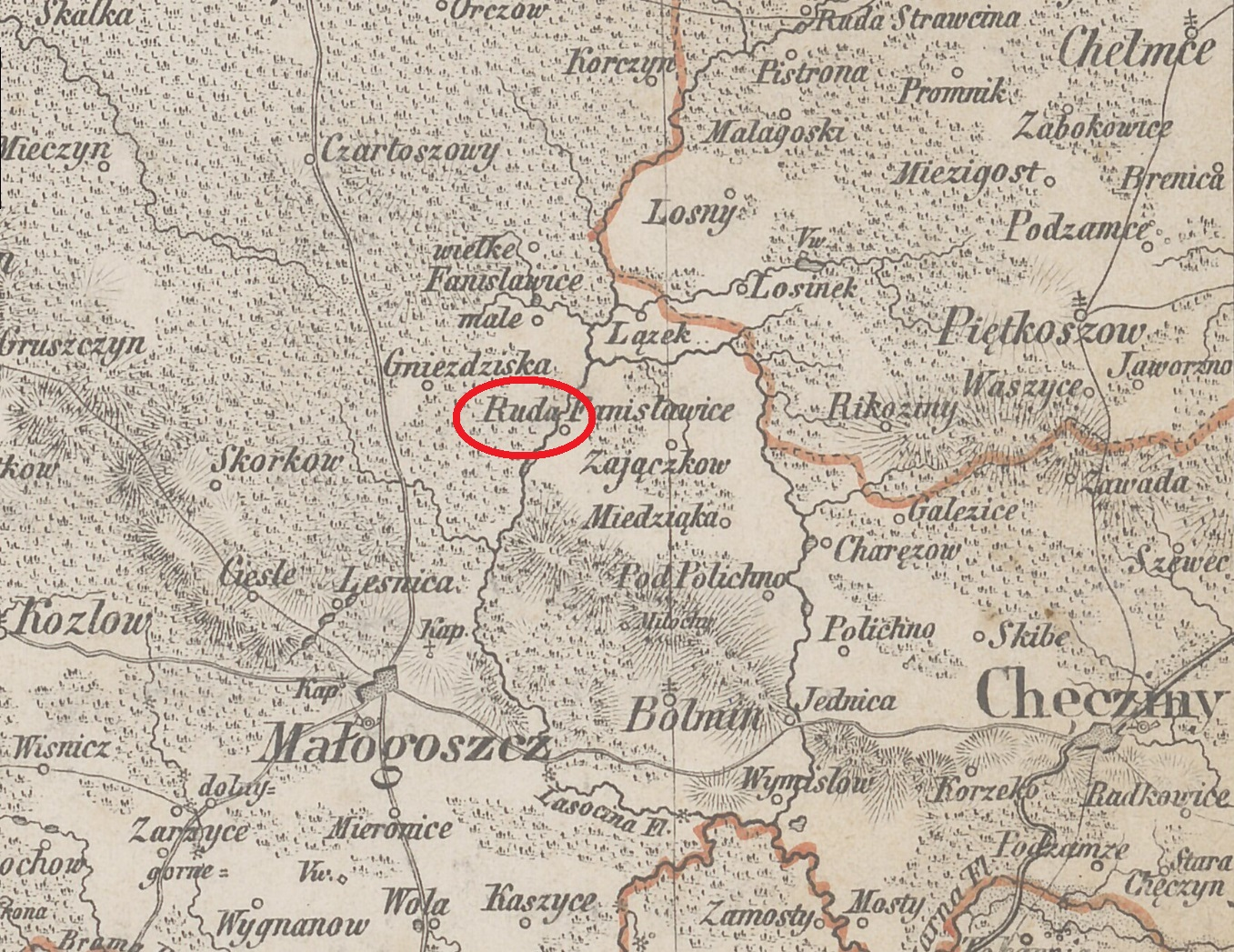
Lokalizacja Rudy Zajączkowskiej (Niezdoły z powieści Wierna rzeka), fragment mapy z połowy XIX wieku.